# Blended whisky
Blended whisky eller Pure Malt betyder, at en whisky er blandet af forskellige grainwhiskyer og/eller maltwhiskyer for at få en ny blended whisky med sine helt egne karaktertræk.
| Mad og drikke | Spire Denne artikel om mad og drikke er en spire som bør udbygges. Du er velkommen til at hjælpe Wikipedia ved at udvide den. |